# العرف الشذي شرح سنن الترمذي
العرف الشذي شرح سنن الترمذي هو كتاب في شرح كتب الحديث، ألفه الإمام محمد أنور شاه بن معظم شاه الكشميري الهندي (المتوفى: 1353 هـ) في شرح سنن الترمذي للامام أبو عيسى محمد الترمذي (209 هـ-279 هـ)، يتضمن كتاب العرف الشذي للكشميري شرحًا وتوضيحًا لسنن الترمذي يشمل المتون والأسانيد والرواة.